# Jeep Cherokee
Jeep Cherokee – samochód osobowy typu SUV klasy kompaktowej, a następnie klasy średniej produkowany pod amerykańską marką Jeep w latach 1974–2023.

## Pierwsza generacja

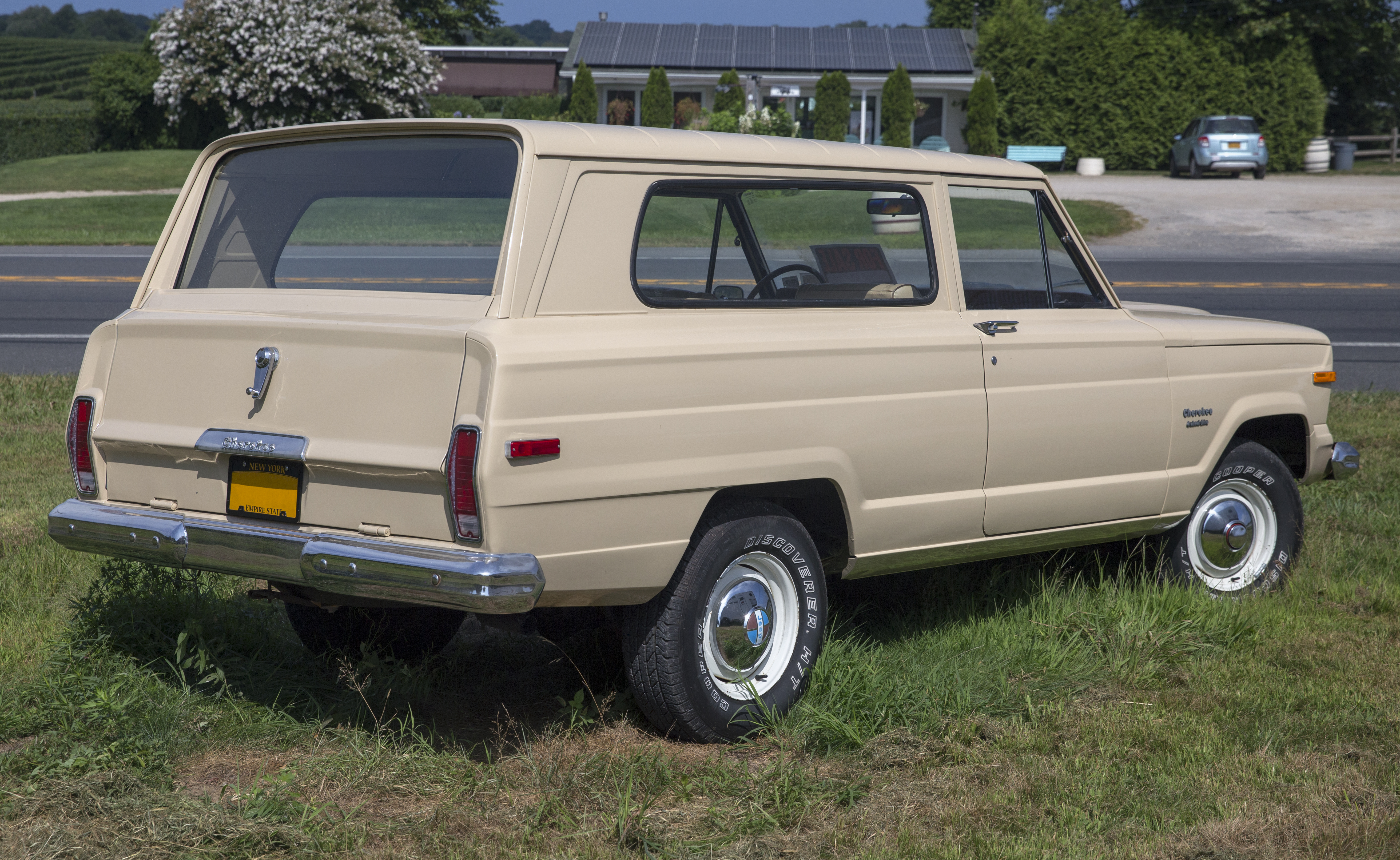
Jeep Cherokee I

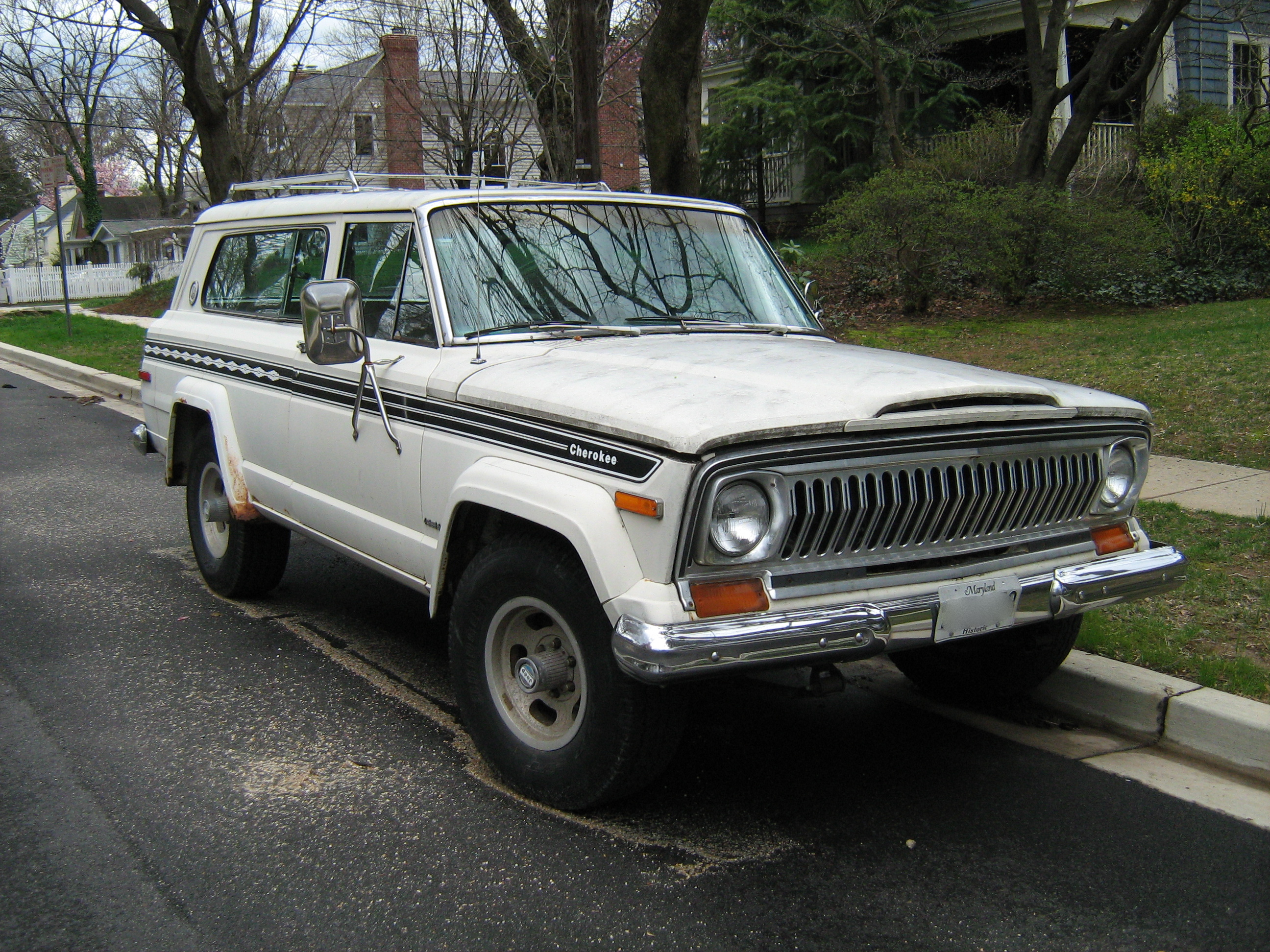
Jeep Cherokee I Chief

Jeep Cherokee I został zaprezentowany po raz pierwszy w 1974 roku.
W 1974 roku Jeep poszerzył ofertę swoich dużych SUV-ów o nowy, mniejszy model Cherokee plasujący się poniżej topowego Wagoneera jako podstawowy model w ówczesnej ofercie marki.
Oznaczony kodem fabrycznym SJ samochód dostępny był zarówno w wariancie 3, jak i 5-drzwiowym, opierając się na skróconej platformie Wagoneera. Dzielił z nim wygląd pasa przedniego i kokpitu, jednak inaczej wyglądał z tyłu i odznaczał się mniejszą, bardziej kompaktową kabiną pasażerską charakteryzując się krótszym przedziałem transportowym. 

### Silniki
- L6 4.2l AMC
- V8 5.9l AMC
- V8 6.6l AMC

## Druga generacja

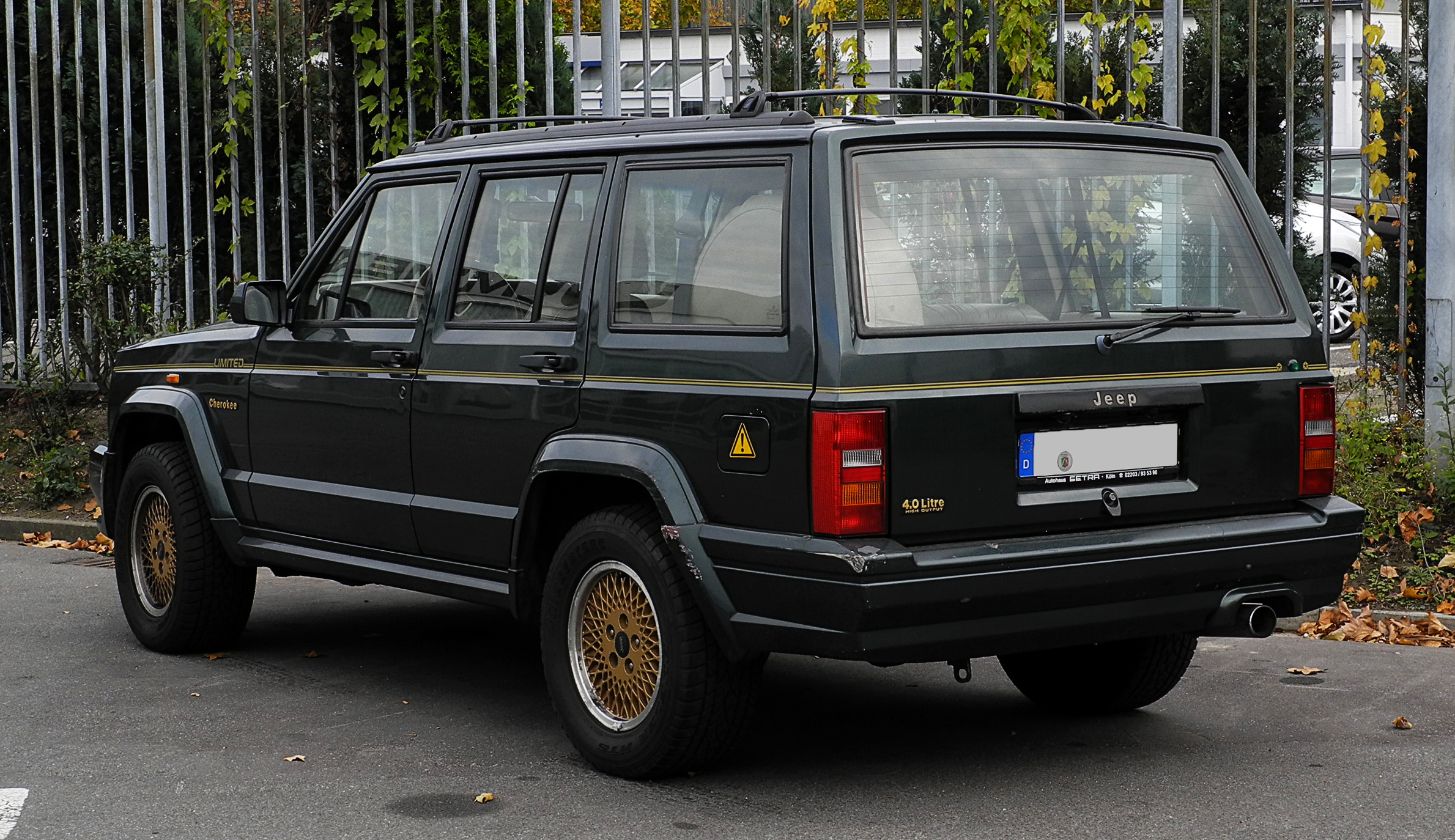
Jeep Cherokee II - tył

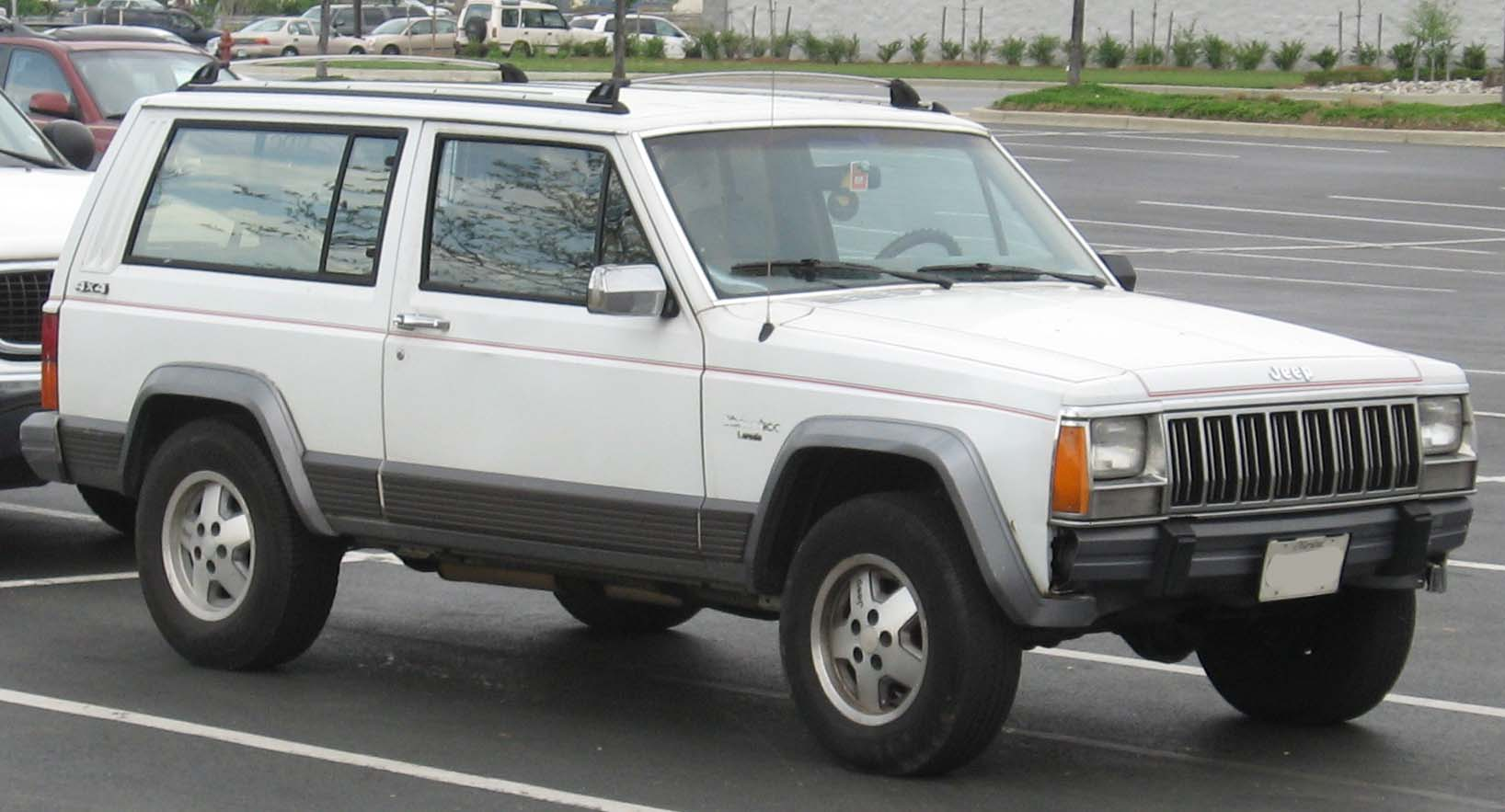
Jeep Cherokee II 3D

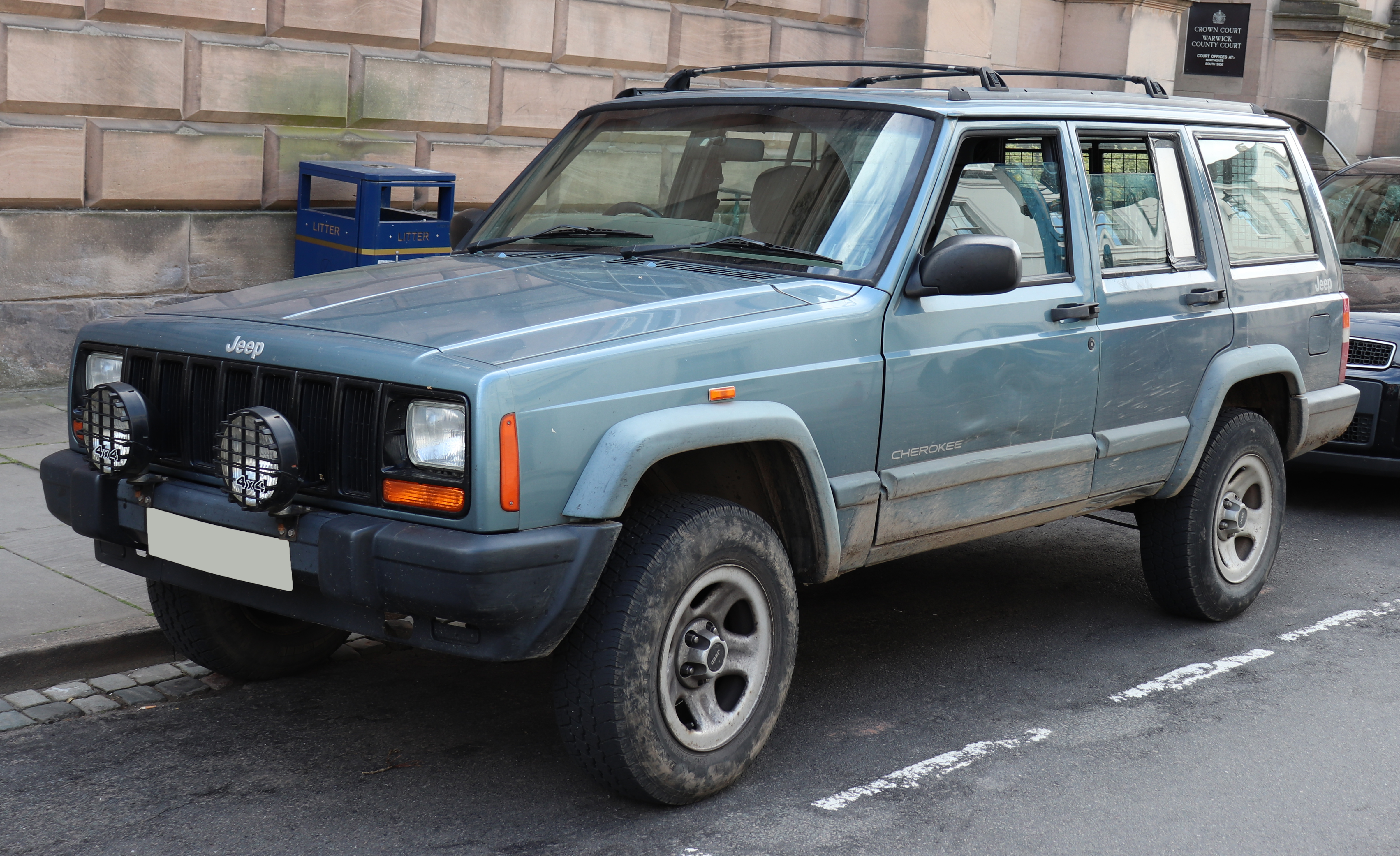
Jeep Cherokee II po liftingu

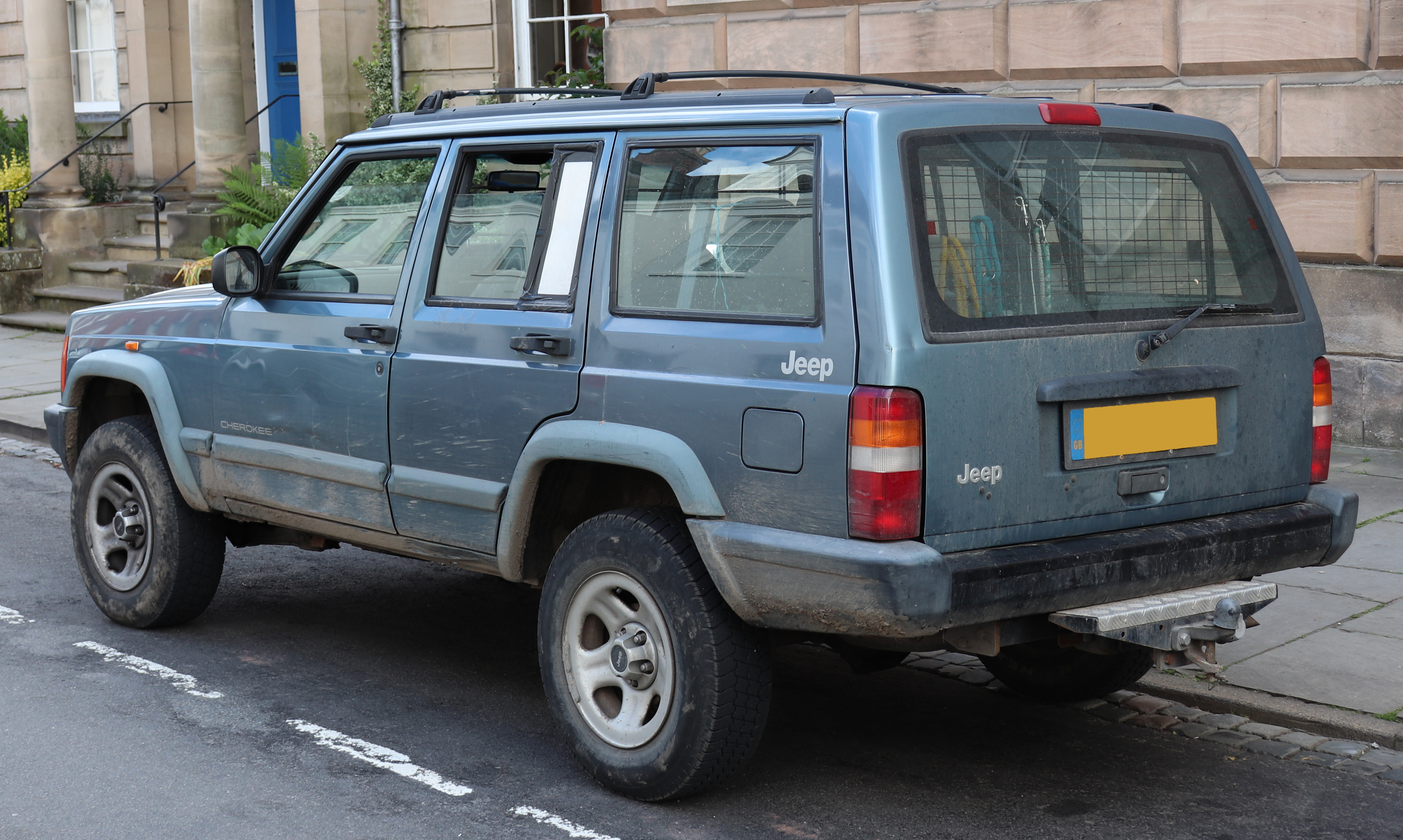
Jeep Cherokee II - tył po liftingu

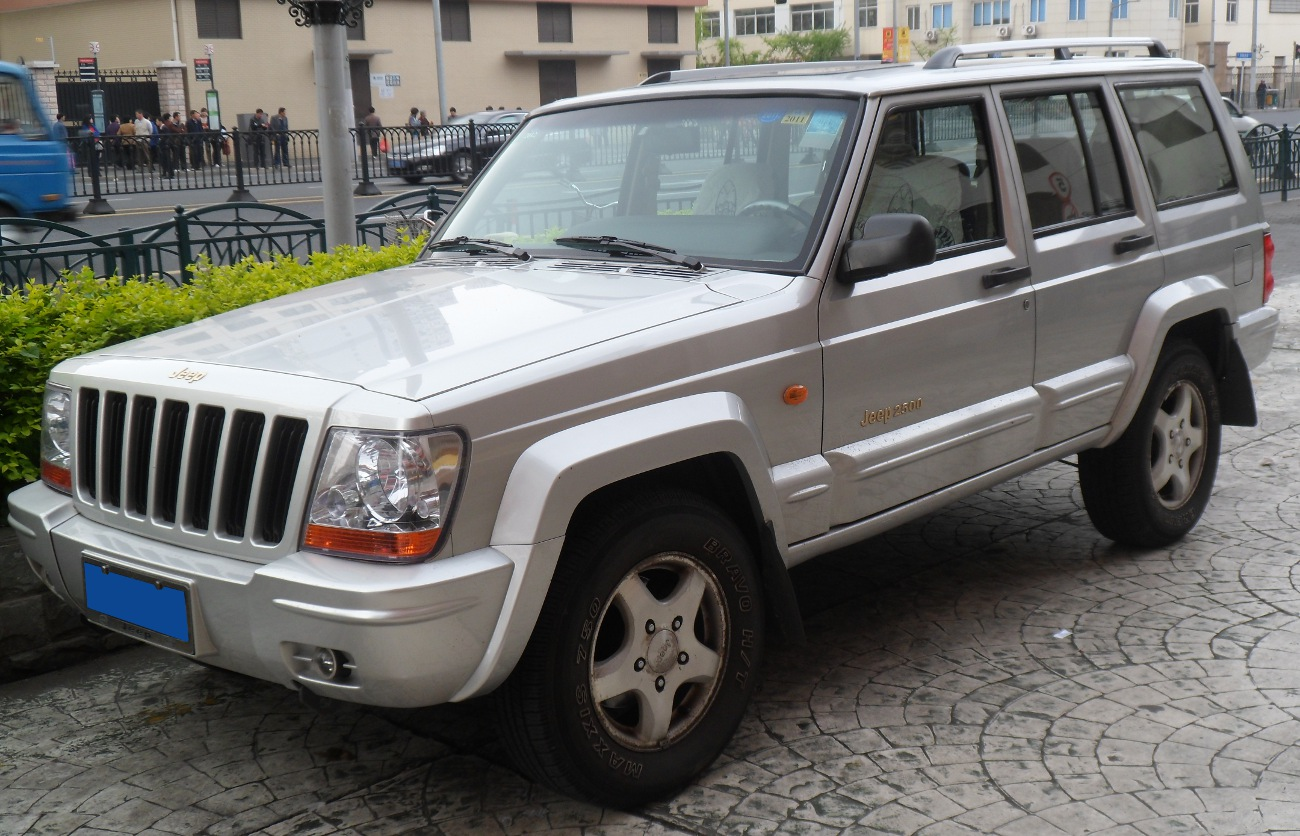
chiński Beijing-Jeep 2500

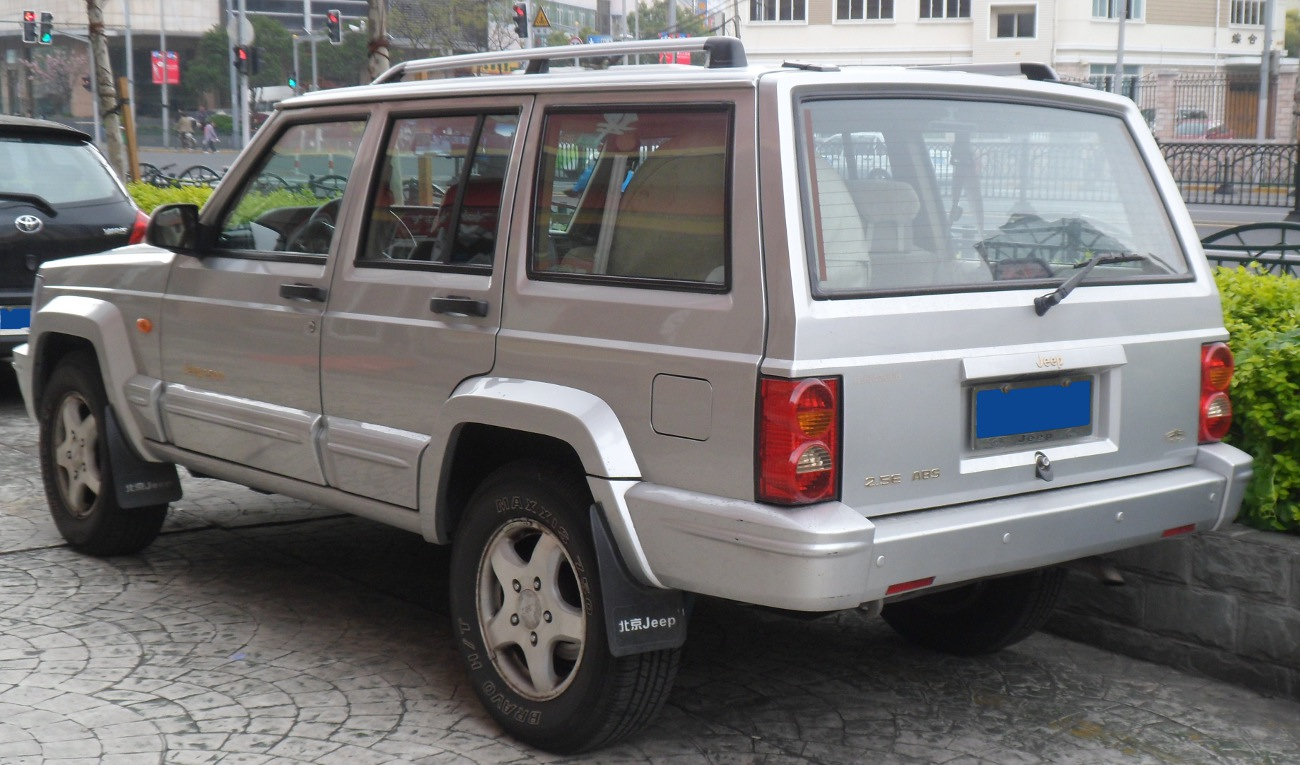
chiński Beijing-Jeep 2500 - tył

Jeep Cherokee II został zaprezentowany po raz pierwszy w 1984 roku.
Prace konstrukcyjne nad nowym, kompaktowym modelem Jeepa ruszyły wspólnie z inżynierami Renault pod koniec lat 70. Ich efektem była druga generacja Cherokee zbudowana według nowej koncepcji, która oficjalnie zadebiutowała w połowie 1983 roku.
Samochód oznaczono kodem fabrycznym XJ, charakteryzując się kanciastym nadwoziem o pudełkowatnych proporcjach. Motyw ten widoczny był nie tylko w kształcie karoserii, ale i detalach nadwozia takich jak atrapa chłodnicy, reflektory czy lampy.
Gama nadwoziowa Cherokee pierwszej generacji składała się zarówno z wariantu 3-drzwiowego, jak i 5-drzwiowego. W 1990 roku Jeep podjął decyzję o zakończeniu produkcji bliźniaczego, nieznacznie zmodyfikowanego luksusowego modelu Wagoneer opartego na bazie Cherokee, zastępując go topowym wariantem Cherokee Limited.

### Lifting
Po 13 latach produkcji, Jeep gruntownie zmodernizował Cherokee w 1997 roku. W ramach restylizacji samochód zyskał zmodernizowany pas przedni z przestylizowaną atrapą chłodnicy, umieszczone na błotnikach kierunkowskazy, zaokrąglone błotniki i kanty maski, a także odświeżony kształt nadkoli i bardziej zaokrąglone tylne lampy.
Zmodernizowany Jeep Cherokee zyskał też wygląd kabiny pasażerskiej, z zupełnie nową deską rozdzielczą. Zmieniono wygląd konsoli centralnej, montując bardziej konwencjonalny układ przyrządów. Zmienił się też wygląd kierownicy, a także zegarów, konsoli centralnej, tunelu środkowego i boczków drzwi, nawiązując do większego modelu Grand Cherokee.

### Chiny
Rok po premierze Jeepa Cherokee II na światowych rynkach, amerykański producent utworzył w Chinach spółkę joint-venture Beijing-Jeep, w ramach której ruszyła lokalna produkcja Cherokee. W pierwszych 20 latach produkcji samochód przechodził nieznaczne modyfikacje techniczne będąc dostępnym pod różnymi nazwami, opcjonalnie będąc dostępnym w przedłużonym wariancie nadwozia.
Największe zmiany przyniosła restylizacja w 2004 roku, kiedy to chińskie Cherokee zyskało zupełnie nowy wygląd przedniego pasa. Pojawiły się większe, kanciaste reflektory z zaokrąglonymi bocznymi krawędziami, a także większa atrapa chłodnicy i inny wygląd lamp tylnych. 
Kolejną restylizację przeprowadzono w 2012 roku, kiedy to ponownie zmienił się wygląd reflektorów i tylnych lamp, przynosząc też przestylizowanie kabiny pasażerskiej. Pod tą postacią samochód produkowano do 2014 roku, kiedy to wytwarzanie modelu zakończono również w Chinach.

### Wersje wyposażenia
- Chief
- Pioneer
- Base SE
- Laredo
- Limited
- Sport
- Country
- Classic
- Navy Club
- Endeavor
- Briarwood
- Orvis
- Freedom Edition
- 60th Anniversary Edition

### Silniki
- R4 2.5l 115 KM
- V6 2.8l 115 KM
- R4 4.0l 177 KM
- R4 4.0l 185 KM
- R4 2.5l 123 KM
- R4 2.5l 130 KM
- R6 4.0l 177 KM
- R6 4.0l 195 KM
- R4 2.5l Turbodiesel VM 114 KM
- R4 2.1l Turbodiesel Renault 85 KM

## Trzecia generacja

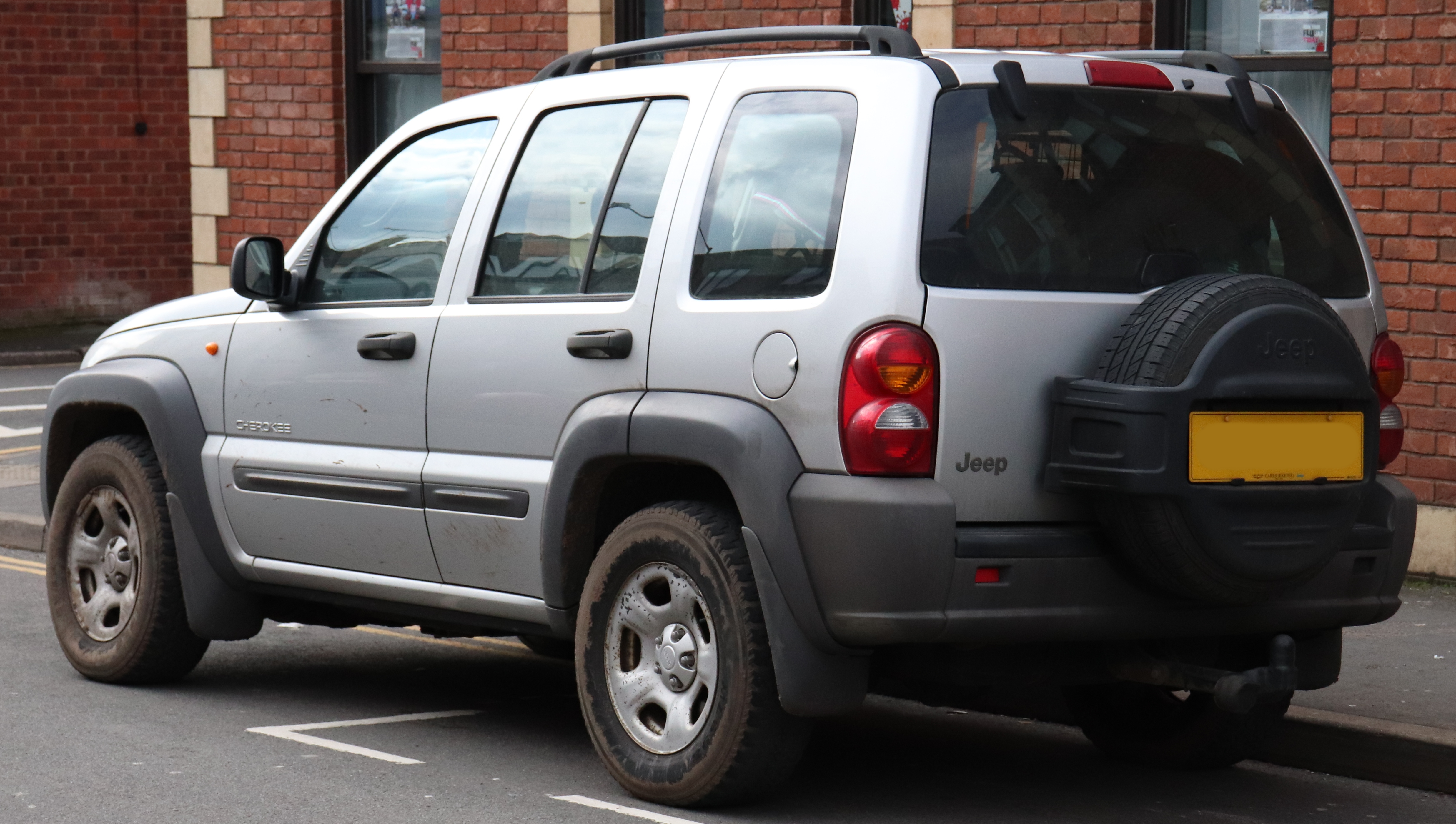
Jeep Cherokee III - tył

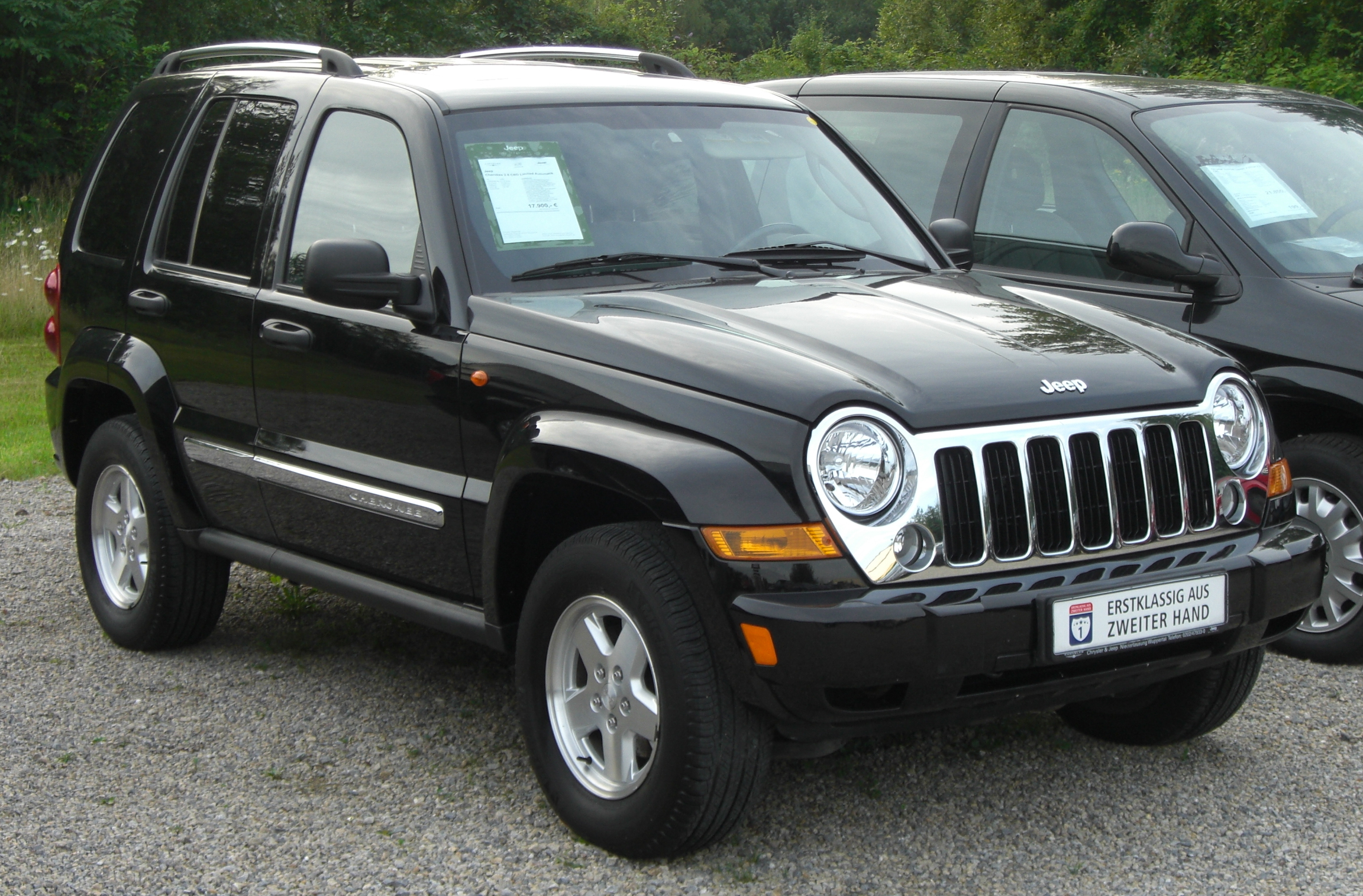
Jeep Cherokee III po liftingu

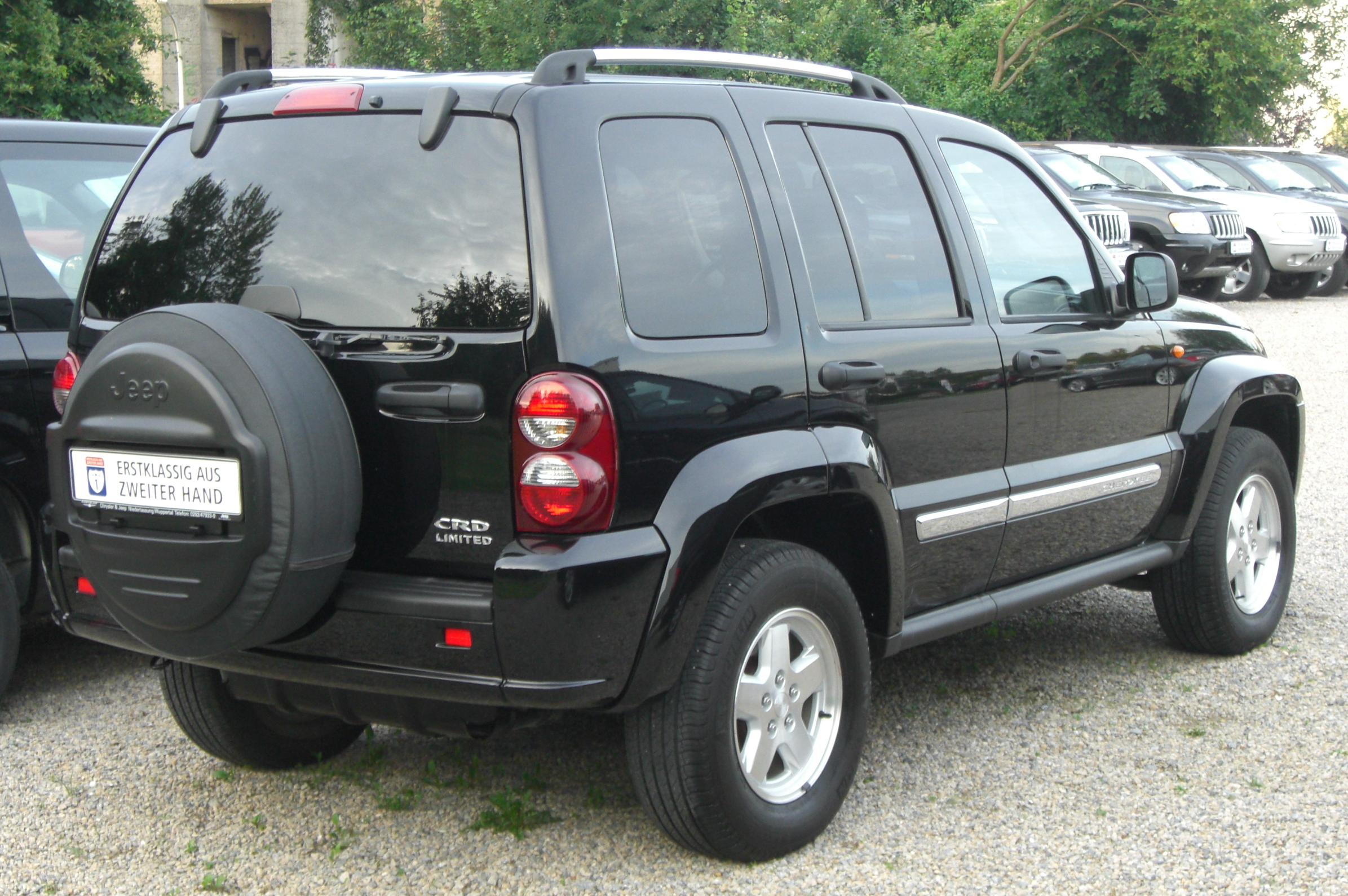
Jeep Cherokee III - tył po liftingu

Jeep Cherokee III został zaprezentowany po raz pierwszy w 2001 roku.
W 2001 roku Jeep przedstawił pierwszą od 17 lat zupełnie nową generację Cherokee, którą od podstaw zbudowano na nowej platformie i z wykorzystaniem nowej technologii koncernu Chrysler.
Samochód otrzymał kod fabryczny KJ, z kolei na wewnętrznym rynku północnoamerykańskim samochód był oferowany pod inną nazwą, Jeep Liberty.
Pod kątem stylistycznym Cherokee III przeszedł obszerną zmianę koncepcji stylistycznej, zyskując wyższe nadwozie, dłuższą maskę, a także koło zapasowe umieszczone na klapie bagażnika. Nadwozie zyskało charakterystyczne, zaokrąglone proporcje z okrągłymi reflektorami i owalnymi tylnymi lampami.

### Lifting
W 2005 roku Jeep Cherokee przeszedł obszerną modernizację, w ramach której zmodyfikowano pas przedni. Pojawiła się nowa, chromowana atrapa chłodnicy obejmująca reflektory, a także inaczej ukształtowany zderzak z inaczej ulokowanymi kierunkowskazami o nowym kształcie. Ponadto, zmieniły się też wkłady tylnych lamp.

### Wersje wyposażenia
- Sport
- Limited
- Columbia
- Freedom
- Red River
- Rocky Mountain
- Exclusive
- Renegade
- Sport Star
- Sport Star II

### Silniki[14]
| Silnik                | Pojemność skokowa [cm³] | Typ silnika        | Moc maksymalna [KM] przy obr./min | Maks. moment obrotowy [Nm] przy obr./min | Przyspieszenie 0-100 km/h [s] | Prędkość maks. [km/h] | Lata produkcji     |
| Silniki benzynowe:    | Silniki benzynowe:      | Silniki benzynowe: | Silniki benzynowe:                | Silniki benzynowe:                       | Silniki benzynowe:            | Silniki benzynowe:    | Silniki benzynowe: |
| --------------------- | ----------------------- | ------------------ | --------------------------------- | ---------------------------------------- | ----------------------------- | --------------------- | ------------------ |
| 2.4i 16V              | 2429                    | R4                 | 147 KM (108 kW) przy 5200         | 216 Nm przy 4000                         | 13,0                          | 180                   | 2001 – 2007        |
| 3.7i V6               | 3701                    | V6                 | 211 KM (155 kW) przy 5200         | 319 Nm przy 4000                         | 10,8                          | 180                   | 2001 – 2007        |
| Silniki wysokoprężne: |                         |                    |                                   |                                          |                               |                       |                    |
| 2.5 CRD TD            | 2499                    | R4                 | 143 KM (105 kW) przy 4000         | 343 Nm przy 1800                         | 13,5                          | 170                   | 2001 – 2007        |
| 2.8 CRD               | 2776                    | R4                 | 150 KM (110 kW) przy 3800         | 360 Nm przy 1800                         | 12,6                          | 174                   | 2003 – 2007        |
| 2.8 CRD               | 2776                    | R4                 | 158 KM (116 kW) przy 3800         | 400 Nm przy 1800                         | b.d.                          | b.d.                  | 2007               |
| 2.8 CRDi              | 2778                    | R4                 | 163 KM (120 kW) przy 4000         | 400 Nm przy 1800                         | b.d.                          | b.d.                  | 2004 – 2007        |

## Czwarta generacja

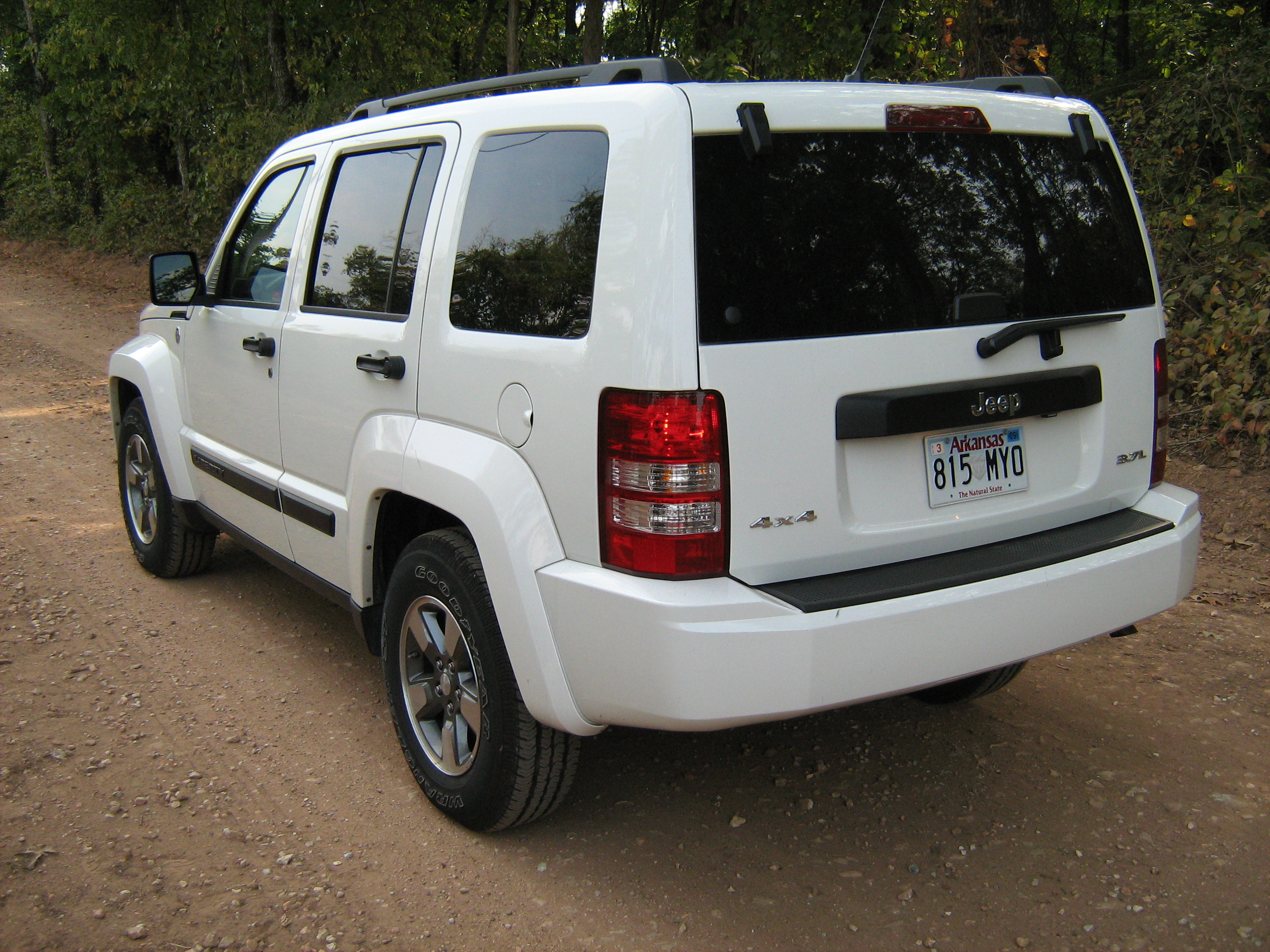
Jeep Cherokee IV - tył

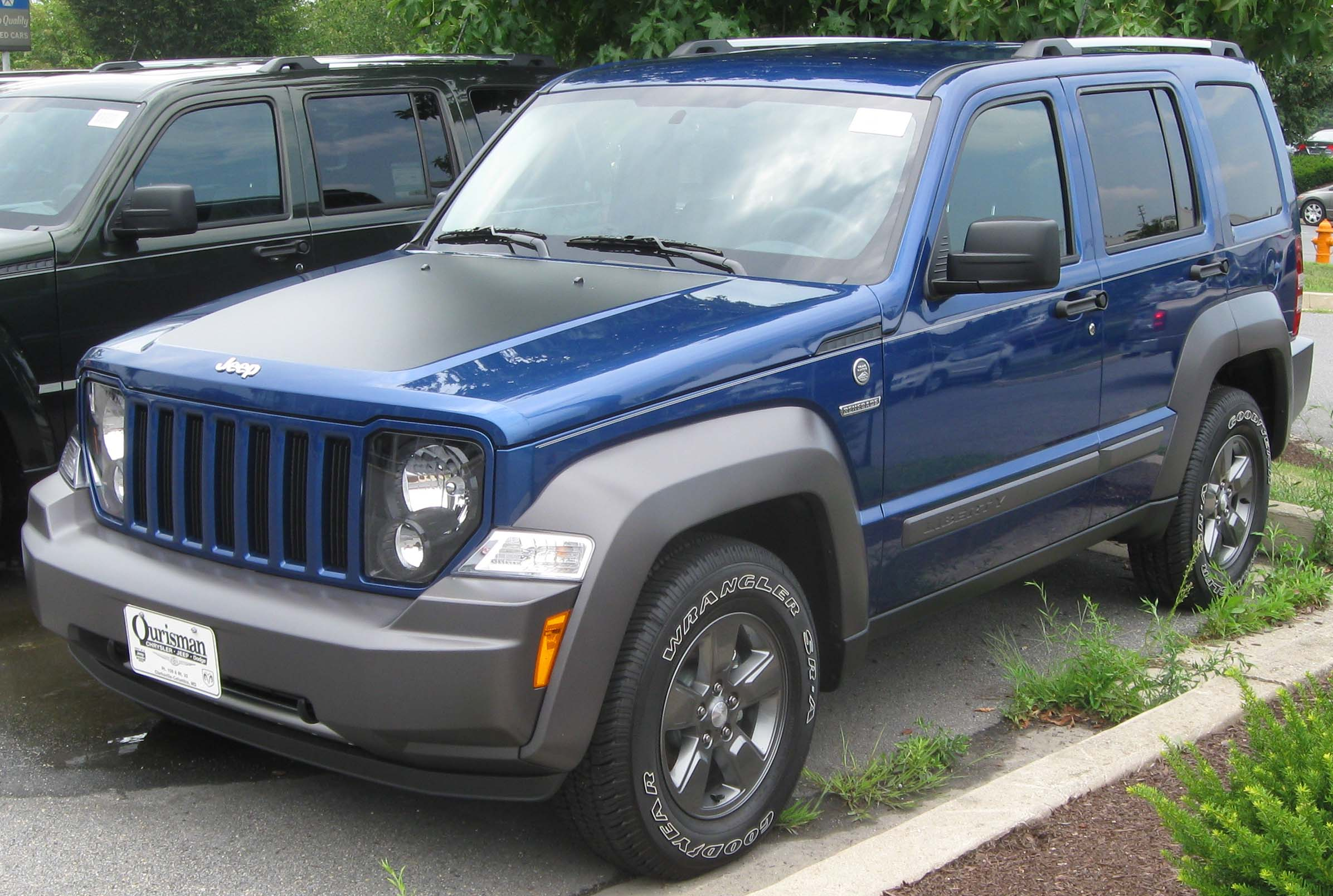
Jeep Cherokee IV Renegade

Jeep Cherokee IV został zaprezentowany po raz pierwszy w 2007 roku na New York International Auto Show. 
Samochód oznaczono kodem fabrycznym KK. Jest zbudowany na tej samej płycie co Dodge Nitro. W porównaniu z modelem KJ stracił swoje krągłości – dominują ostre i kanciaste linie, które sprawiają wrażenie masywności. Koło zapasowe nie jest umieszczane na tylnych drzwiach tylko pod podłogą, natomiast tylne drzwi otwierają się do góry. 
Po raz pierwszy w tym modelu oferowany jest także dach panoramiczny Sky Slider. Zawieszenie z przodu niezależne, z tylu wielowahaczowe. Napęd na 4 koła – dołączany Command-Trac i stały Selec-Trac II, oba wyposażone w reduktory. 
W sierpniu 2012 roku zakończono produkcję, na rok pozostawiając ofertę Jeepa bez modelu Cherokee. Następca wszedł do sprzedaży dopiero w połowie 2013 roku.

### Wersje wyposażenia[17]
- Sport
- Limited

### Silniki[18]
- R4 2.8l CRD Turbodiesel 150KM
- V6 3.7l 211KM

## Piąta generacja

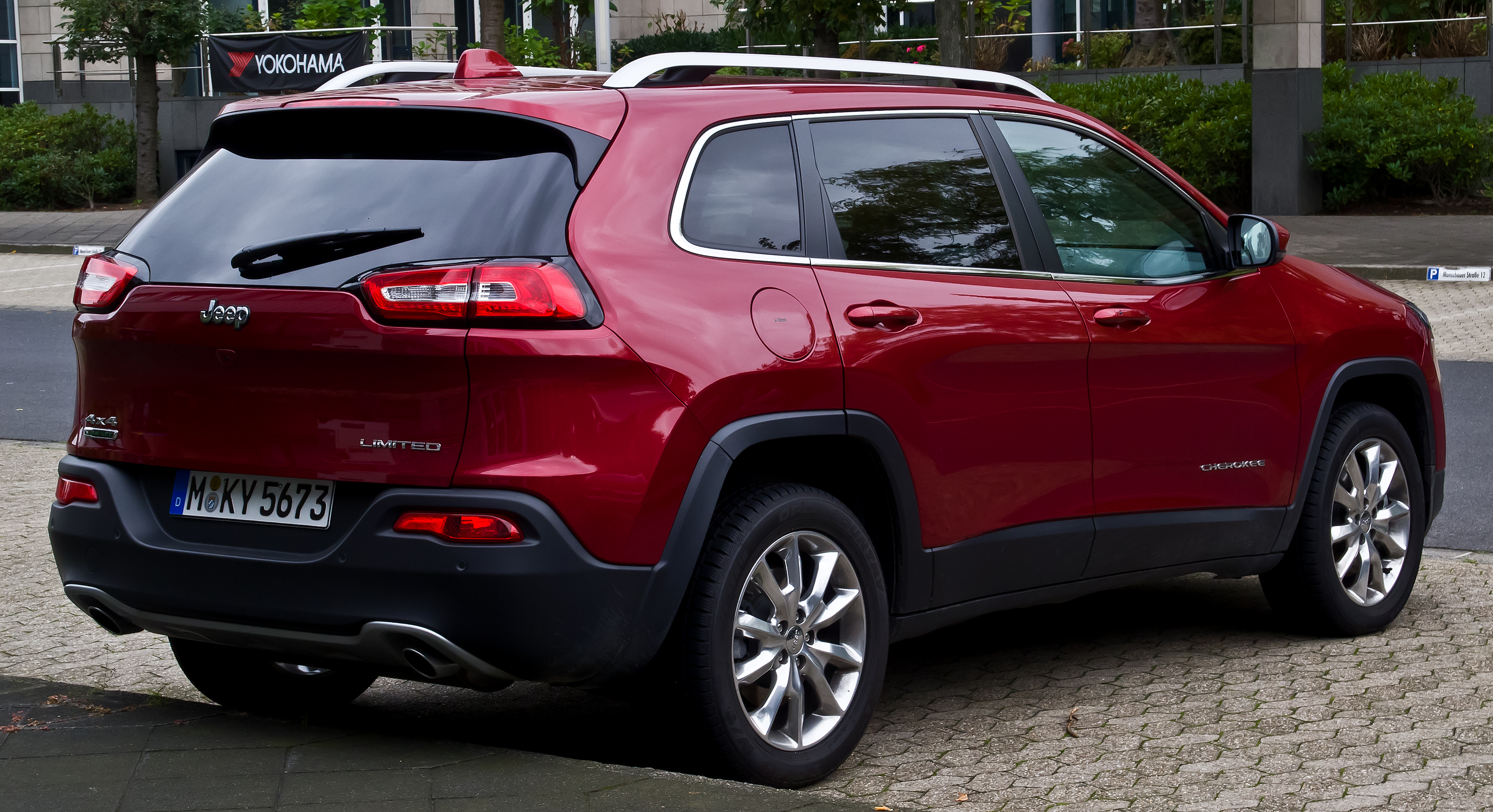
Jeep Cherokee V - tył

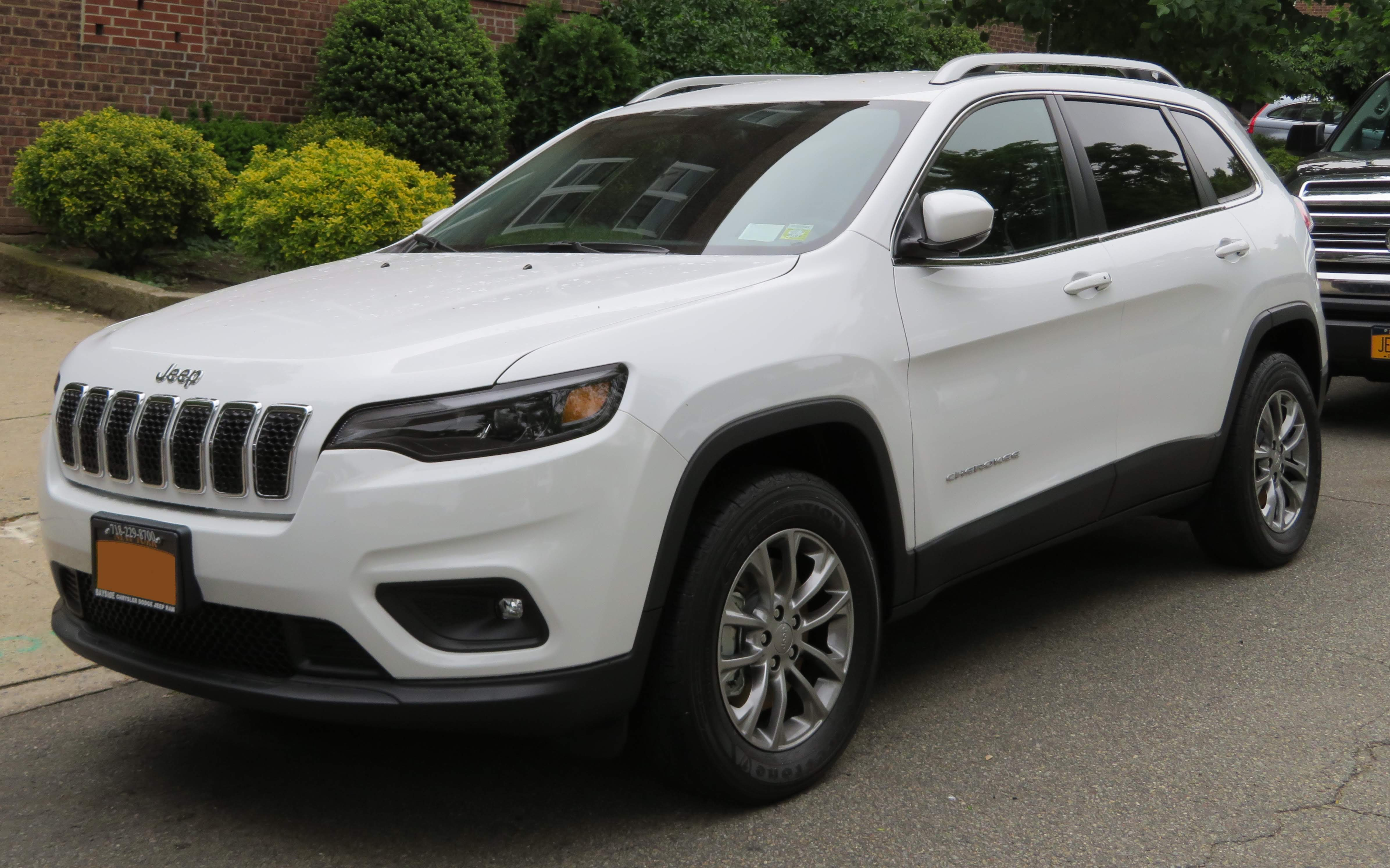
Jeep Cherokee V po liftingu

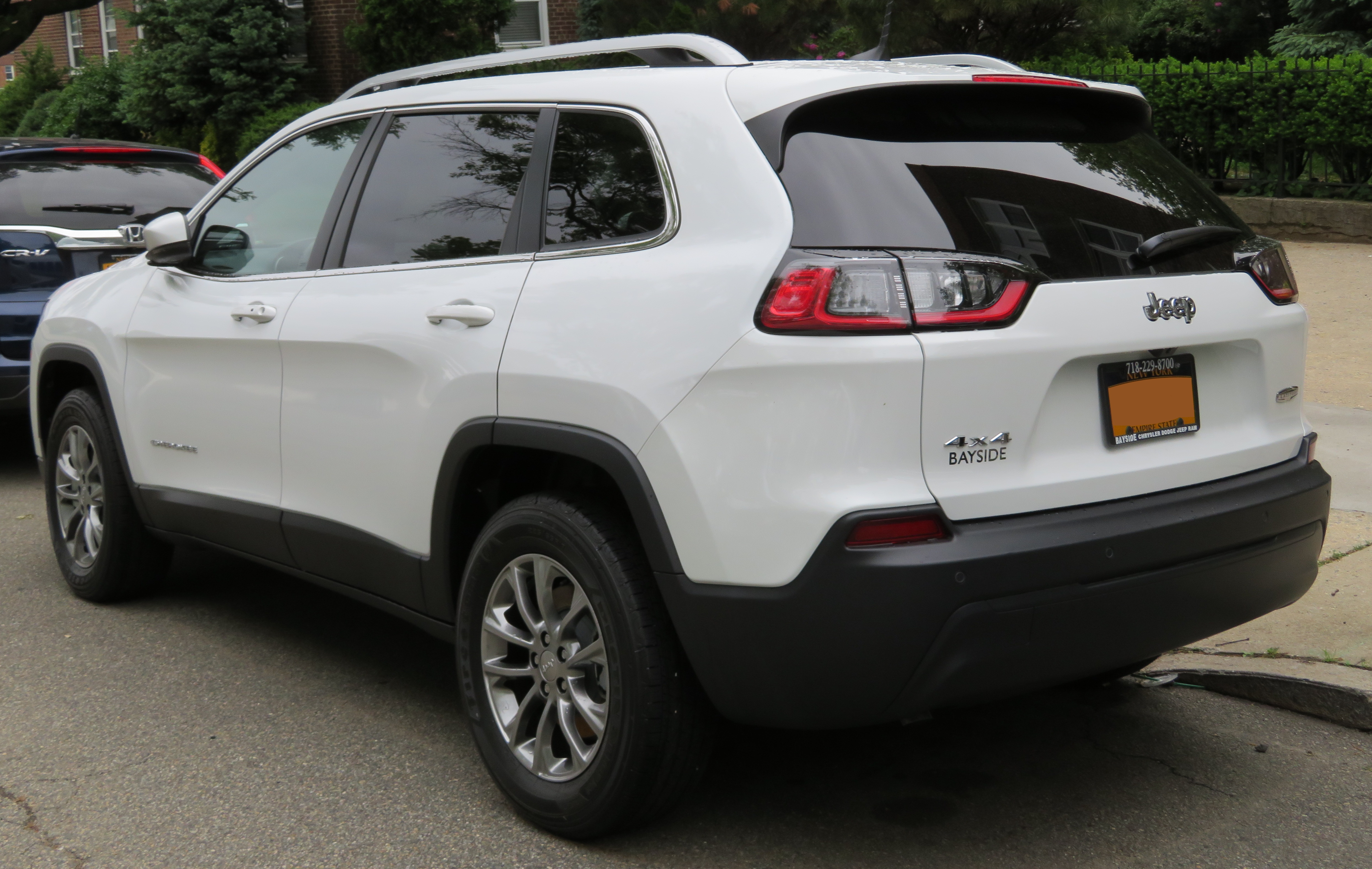
Jeep Cherokee V - tył po liftingu

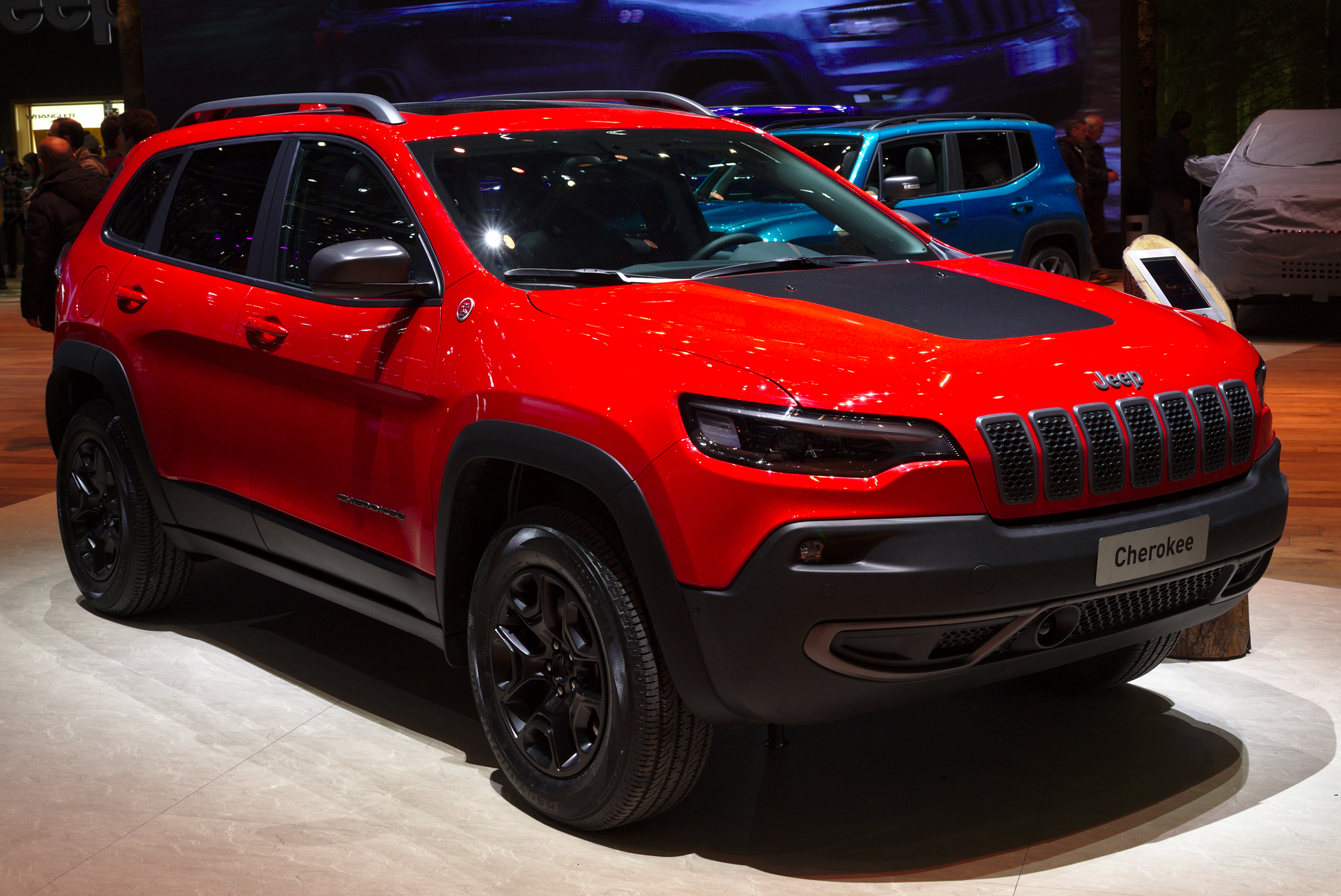
Jeep Cherokee V Trailhawk

Jeep Cherokee V został zaprezentowany po raz pierwszy w 2013 roku.
Zupełnie nowy model o kodzie fabrycznym KL został opracowany wspólnie przez Chryslera i FIATA na płycie podłogowej Alfy Romeo zwanej Compact U.S. Wide użytej wcześniej do stworzenia bliźniaczej konstrukcji Dodge'a Darta oraz Fiata Viaggio. Pojazd wyposażyć można było w jeden z trzech napędów na cztery koła: Active Drive I, Active Drive II lub najbardziej zaawansowany Active Drive Lock umożliwiający blokadę tylnego mostu. 
W styczniu 2014 roku samochód wyróżniony został tytułem Best in Class przyznawanym cyklicznie najbezpieczniejszym pojazdom ubiegłego roku przez Euro NCAP.
W lutym 2014 roku zaprezentowano europejską odmianę Cherokee. Oferowana jest w czterech wersjach silnikowych (dwie benzynowe i dwie wysokoprężne) i kilku odmianach różniących się systemem napędu 4x4. Podstawowy silnik - dwulitrowy Diesel konstrukcji Fiata osiąga 140 KM. Benzynowy 3,2 V6 Pentastar dysponuje mocą 272 KM. Klienci mają do wyboru różne wersje napędu - podstawowe modele napędzane będą tylko na przednie koła.

### Lifting
W 2018 roku samochód przeszedł face lifting. Gruntownie przeprojektowano przód pojazdu, zmieniono m.in. reflektory i zderzak. Zmiany zewnętrzne objęły także tył pojazdu. We wnętrzu przeprojektowano konsolę środkową, oraz dodano nowy system multimedialny Uconnect o przekątnej ekranu 5,7 lub 8,4 cala (w zależności od wersji). Dwulitrowego diesla Fiata wykonanego w technologii MultiJet o mocy 140 KM, zastąpiono jednostką 2.2 MultiJet 150 KM z gamy Alfy Romeo, który współpracuje z przekładnią manualną i napędem na koła przednie lub 4x4. Diesel 2.2 występuje także w mocniejszej odmianie o mocy 195 KM z automatyczną skrzynią biegów. Benzynowy motor 3.2 V6 zastąpiono jednostką 2.0T także z gamy Alfy Romeo, występujący tylko i wyłącznie z napędem na cztery koła.
Pod zmodernizowaną postacią Cherokee piątej i ostatniej generacji pozostało w produkcji przez kolejne 5 lat, aż do momentu zakończenia jej w marcu 2023 roku. Miesiąc później, w drugiej połowie kwietnia 2023, Jeep oficjalnie potwierdził trwałe wycofanie Cherokee z oferty i odejście od tej nazwy w gamie po 49 latach stosowania.

### Wersje wyposażenia[23]
- Night Eagle
- Limited
- S
- Overland
- Trailhawk Trail Rated - wyróżnia się zwiększonym o jeden cal prześwitem, zmodyfikowanymi zderzakami, czerwonym hakiem holowniczym oraz napędem Active Drive Lock.[24]

Standardowe wyposażenie podstawowej wersji Night Eagle obejmuje m.in. 7 poduszek powietrznych, aktywne zagłówki foteli przednich, system bezkluczykowy, asystent pasa ruchu, automatyczne poziomowanie reflektorów, system monitorowania martwego pola, elektryczne wspomaganie kierownicy, elektroniczny hamulec postojowy, lampy tylne wykonane w technologii LED, światła do jazdy dziennej LED, reflektory przeciwmgielne, bezkorkowy wlew paliwa, dźwignia zmiany biegów obszyta skórą, elektrycznie regulowane, składane i podgrzewane lusterka zewnętrzne, klimatyzacja automatyczna dwustrefowa, elektrycznie regulowane szyby, elektrycznie regulowane fotele przednie, system multimedialny Uconnect z ekranem dotykowym 8,4 cala i Bluetooth, system nagłośnienia Alpine Premium z 9 głośnikami, kamerę cofania, czujniki cofania i aluminiowe felgi 18 cali.
Bogatsza wersja Limited dodatkowo wyposażona jest w m.in. adaptacyjny tempomat, przyciemniane szyby, skórzaną tapicerkę, podgrzewane fotele przednie, oraz asystent parkowania równoległego i prostopadłego.
Kolejna w hierarchii wersja - S dodatkowo została wyposażona w m.in. aluminiowe felgi 19 cali.
Topowa wersja Overland została ponadto wyposażona w m.in. wzmocnione hamulce, dwuczęściowy dach panoramiczny, system automatycznego sterowania światłami drogowymi, pamięć ustawień lusterek i fotela kierowcy, wentylowane fotele przednie, podgrzewaną tylną kanapę, podgrzewane koło kierownicy i gniazdo 230 V.

### Silniki[25]
| Silnik                | Pojemność skokowa [cm³] | Typ silnika        | Moc maksymalna [KM] przy obr./min | Maks. moment obrotowy [Nm] przy obr./min | Przyspieszenie 0-100 km/h [s] | Prędkość maks. [km/h] | Lata produkcji     |
| Silniki benzynowe:    | Silniki benzynowe:      | Silniki benzynowe: | Silniki benzynowe:                | Silniki benzynowe:                       | Silniki benzynowe:            | Silniki benzynowe:    | Silniki benzynowe: |
| --------------------- | ----------------------- | ------------------ | --------------------------------- | ---------------------------------------- | ----------------------------- | --------------------- | ------------------ |
| 2.4 TigerShark        | 2360                    | R4                 | 177 KM (130 kW) przy 6400         | 229 Nm przy 3900                         | 10,5                          | 196                   | 2014 – 2018        |
| 2.0 Turbo             | 1994                    | R4                 | 270 KM (199 kW) przy 5200         | 400 Nm przy 3000-4500                    | 7,2                           | 206                   | od 2018            |
| 3.2 PentaStar         | 3239                    | V6                 | 272 KM (200 kW) przy 6500         | 315 Nm przy 4300                         | 8,1                           | 206                   | 2014 – 2018        |
| Silniki wysokoprężne: |                         |                    |                                   |                                          |                               |                       |                    |
| 2.0 MultiJet          | 1956                    | R4                 | 140 KM (103 kW) przy 3750         | 350 Nm przy 1500                         | 10,9                          | 187                   | 2014 – 2018        |
| 2.0 MultiJet          | 1956                    | R4                 | 170 KM (125 kW) przy 4000         | 350 Nm przy 1500                         | 10,3                          | 192                   | 2014 – 2015        |
| 2.2 MultiJet          | 2174                    | R4                 | 195 KM (143 kW) przy 3500         | 450 Nm prrzy 2000                        | 8,8                           | 202                   | od 2016            |